# Beckerich
Beckerich (Luxemburgs: Biekerech) is een gemeente in het Luxemburgse Kanton Redange.
De gemeente heeft een totale oppervlakte van 28,41 km² en telde 2209 inwoners op 1 januari 2007.

## Evolutie van het inwoneraantal
| Jaar                              | 2001 | 2002 | 2003 | 2004 | 2005 |
| --------------------------------- | ---- | ---- | ---- | ---- | ---- |
| Inwoneraantal                     | 2071 | 2104 | 2104 | 2137 | 2122 |
| Opmerking: tellingen op 1 januari |      |      |      |      |      |